# La Tacuara
Organización política fundada el 17 de agosto de 2013 en la ciudad de Tandil. Actualmente está compuesta por 3 agrupaciones estudiantiles de la UNCPBA, la agrupación Abriendo Mentes Universitarias (facultad de Cs. Exactas), la Arveja Esperanza (Facultad de Arte) y UNESO (Facultad de Cs. Sociales).
Compone una de las regionales del MPE Camilo CIenfuegos y es parte del Frente Estudiantil Carlos Alberto Moreno conducción de la Federación estudiantil de la UNCPBA.

## Antecedentes
Después de los acontecimientos de diciembre de 2001 la política Argentina sufrió grandes cambios. En diversos espacios se conformaron nuevas organizaciones que se organizaron sobre la base de una identidad común. Las organizaciones estudiantiles que conforman La Tacuara son consecuencia de este fenómeno y reivindican la política como la mejor herramienta de los pueblos para lograr una transformación social que signifique una mejora en la calidad de vida de la clase trabajadora.

### Origen del nombre

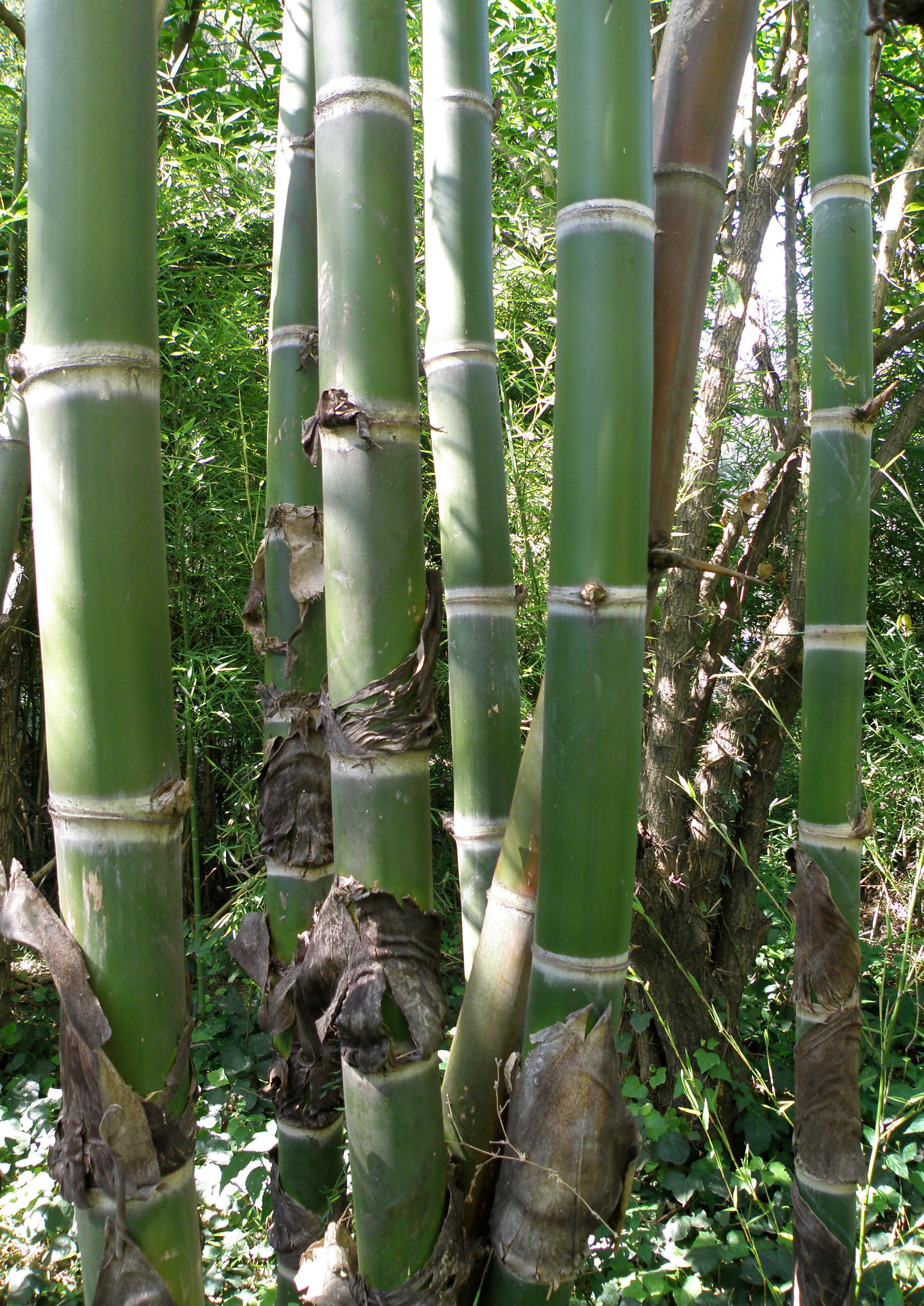
TacuaraPlanta de origen Latinoamericano

La tacuara es una planta de origen latinoamericano que fue utilizada por los pueblos originarios para la construcción de viviendas y herramientas de caza. También se utilizó como base para la construcción de lanzas con las que algunas poblaciones enfrentaron a ejércitos del imperio español y posteriormente a los enviados por algunos gobiernos para reprimir protestas populares. 

## Conformación
La organización surge del encuentro de las agrupaciones de Tandil AMU (fundada en 2005) y Arveja esperanza (fundada en 2010) con la agrupación de la ciudad de Olavarría  UNESO (fundada en 2011). 
Las dos primeras integran el MPE Camilo Cienfuegos desde el año 2010 y, en el año 2013, con la incorporación de UNESO a este movimiento nacional, se hizo necesario crear una articulación regional que supere las dificultades organizativas consecuencia de la lejanía entre las organizaciones.

### Organizaciones compañeras
En la [UNCPBA] existen actualmente más de 15 organizaciones estudiantiles. Luego de la refundación de la federación universitaria , ,  se explicitó una división entre aquellas que apoyaron a la fuerza Franja Morada vinculada al [Unión_Cívica_Radical|Partido radical] y las que dieron su voto al Frente Estudiantil Carlos Alberto Moreno, del cual las organizaciones que hoy integran La tacuara formaron parte. Estas últimas son las que componen el arco de organizaciones estudiantiles con las cuales La tacuara mantiene un vínculo más estrecho, entre las que se encuentran la agrupación Víctor Jara, la Ramón Carrillo, la agrupación PUA, el EICE y la Juventud Peronista.

## Ideología
La Tacuara se define como una organización del campo popular que tiene como objetivo abrir las puertas de la universidad pública a toda la sociedad. Para esto impulsa la creación de políticas públicas de inclusión, como lo son las becas a estudiantes, el boleto estudiantil y la creación de los comedores estudiantiles. Además, fomenta discusiones sobre el rol que debe tener la universidad en la formación de estudiantes con perfil crítico, que se sientan responsables de devolver a la sociedad toda, el fruto del conocimiento adquirido en una carrera universitaria. 
- Datos: Q16587828